# Estreitos dinamarqueses

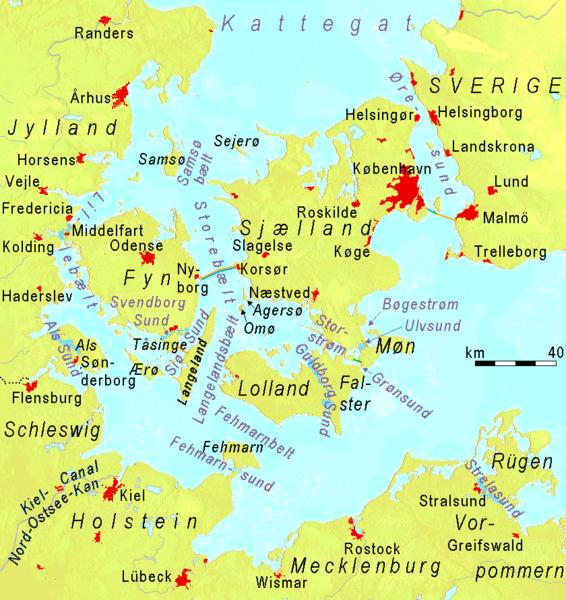
Mapa da zona dos três "estreitos dinamarqueses".

Os estreitos dinamarqueses são os três canais que ligam o mar Báltico ao mar do Norte e que atravessam o Categate e o Escagerraque. Estes estreitos situam-se na Dinamarca e não devem ser confundidos com o estreito da Dinamarca, que se situa entre a Gronelândia e a Islândia.
Os três estreitos são:
- O Grande Belt - entre as ilhas de Zelândia e Fyn (Fiónia).
- O Pequeno Belt - o mais ocidental, entre a ilha de Fyn e a Jutlândia.
- O Øresund - o mais oriental, entre a ilha da Zelândia e a costa meridional da Suécia.

Pelo Tratado de Øresund de 1857, estes estreitos dinamarqueses são considerado água internacional.